# Lista de políticos dos Estados Unidos assassinados
Os assassinatos cometidos contra políticos dos Estados Unidos tem ocorrido desde o século XIX, o primeiro dos quais se acredita ter sido cometido contra David Ramsay em 1815. Desde então, vários políticos americanos foram assassinados enquanto eleitos ou indicados para cargos, ou eram candidatos a cargos públicos. Destes, quatro foram presidentes dos Estados Unidos, sendo o primeiro Abraham Lincoln, em 1865, e o mais recente John F. Kennedy, em 1963.

## Lista
Existem 58 políticos americanos assassinados listados. O método mais comum de homicídio foi com um ou mais tiros.
| Político                   | Retrato | Partido               | Ano             | Cargo                                                                           | Estado                            | Local                                                                      | Método                                    | Assassino                                                    | Motivo suspeito | Ref.                 |
| -------------------------- | ------- | --------------------- | --------------- | ------------------------------------------------------------------------------- | --------------------------------- | -------------------------------------------------------------------------- | ----------------------------------------- | ------------------------------------------------------------ | --- | -------------------- |
| Charles Bent               |         | Apartidário           | 1847            | Governador                                                                      | Território do Novo México         | Taos, Novo México (em casa)                                                | flechas e escalpelamento                  | Tomás Romero; Pablo Montoya                                  | Alvejado durante a Revolta Taos, um levante popular contra a recém-afirmada autoridade dos EUA sobre a região após a Guerra Mexicano-Americana.                                  |                      |
| Tommy Burks                |         | Democrata             | 1998            | Senador estadual                                                                | Tennessee                         | Condado de Cumberland, Tennessee (em casa)                                 | tiro                                      | Byron Looper (o assessor incumbente do condado de Putnam)    | Morto por oponente político na corrida para o Senado Estadual de 1998 | [ 2 ]                |
| Charles Caldwell           |         | Republicano           | 1875            | Senador estadual e líder da milícia (motim de Clinton)                          | Mississippi                       | Clinton, Mississippi                                                       | tiro                                      |                                                              | Assassinado por uma multidão branca em Clinton, Mississippi | [ 3 ]                |
| Louis Cardis               |         | Democrata             | 1877            | Deputado estadual                                                               | Texas                             | El Paso, Texas                                                             | tiro                                      | Charles Howard                                               | Morto como parte da Guerra do Sal de San Elizario, uma disputa sobre reivindicações de mineração de sal entre colonos brancos e hispânicos                                       | [ 4 ]                |
| Anton Cermak               |         | Democrata             | 1933            | Prefeito de Chicago                                                             | Illinois                          | Miami, Flórida (em carreata)                                               | tiro no pulmão                            | Giuseppe Zangara                                             | Disputado; suspeito de atacar Cermak em vez do alvo pretendido, o presidente eleito Franklin Roosevelt                                                                           | [ 5 ]                |
| José Francisco Chaves      |         | Republicano           | 1904            | Superintendente da Instrução Pública (ex-congressista e político territorial)   | Território do Novo México         | Pinoswells, Novo México                                                    | tiros (pela janela de sua casa)           | agressor desconhecido                                        | Desconhecido | [ 6 ]                |
| John M. Clayton            |         | Republicano           | 1889            | Deputado federal eleito                                                         | Arkansas                          | Plumerville, Arkansas                                                      | tiros (pela janela de sua casa)           | agressor desconhecido                                        | Desconhecido, mas morto no contexto de uma eleição disputada | [ 7 ]                |
| Linda Collins              |         | Republicano           | 2019            | Senadora estadual                                                               | Arkansas                          | Pocahontas, Arkansas (fora da casa dela)                                   | esfaqueada                                | Rebecca Lynn O’Donnell                                       | Morta durante uma discussão sobre roubo de dinheiro. | [ 8 ]                |
| Richard J. Daronco         |         |                       | 1988            | Juiz, Tribunal Distrital dos EUA, Distrito Sul de Nova Iorque                   | Nova Iorque                       | Pelham, Nova Iorque (em casa)                                              | tiro                                      | Charles Koster                                               | O agressor era pai de um demandante cujo processo de assédio foi rejeitado por Daronco.                                                                                          | [ 9 ]                |
| James E. Davis             |         | Democrata             | 2003            | Vereador da Cidade de Nova Iorque                                               | Nova Iorque                       | Nova Iorque (na prefeitura)                                                | tiros                                     | Othniel Askew                                                | Morto por potencial desafiante nas eleições especiais do Conselho de 2003 | [ 10 ]               |
| Henry Denhardt             |         | Democrata             | 1937            | Ex-vice-governador                                                              | Kentucky                          | Shelbyville, Kentucky (fora do Armstrong Hotel)                            | tiros                                     | E.S. Garr; Roy Garr                                          | Morto pelos irmãos de sua falecida noiva, a quem ele foi acusado de assassinar                                                                                                   | [ 11 ]               |
| Louis F. Edwards           |         | Democrata             | 1939            | Prefeito de Long Beach                                                          | Nova Iorque                       | Long Beach, Nova Iorque (fora de sua casa)                                 | tiro                                      | Alvin Dooley                                                 | A influência política de Edwards frustrou a reeleição de Dooley para um cargo em um sindicato policial.                                                                          | [ 12 ]               |
| John Milton Elliott        |         | Democrata             | 1879            | Juiz, Corte de Apelações                                                        | Kentucky                          | Frankfort, Kentucky (depois de conversa em via pública)                    | tiros                                     | Thomas Buford (juiz distrital do Condado de Henry)           | O agressor era irmão de um demandante que perdeu uma fazenda depois que Elliott rejeitou o pedido de suspensão da execução hipotecária                                           | [ 13 ]               |
| James A. Garfield          |         | Republicano           | 1881 (detalhes) | Presidente dos Estados Unidos                                                   |                                   | Washington, D.C. (na estação ferroviária)                                  | tiro na coluna (morreu três meses depois) | Charles J. Guiteau                                           | Alvo depois que o agressor foi rejeitado por autoridades republicanas para uma nomeação de patrocínio                                                                            | [ 14 ]               |
| William Goebel             |         | Democrata             | 1900            | Governador                                                                      | Kentucky                          | Frankfort, Kentucky (fora do Antigo Capitólio do Estado)                   | tiro no peito                             | Oponentes políticos desconhecidos                            | Incerto, mas morto no contexto da disputada e fraudulenta eleição para governador do Kentucky de 1899.                                                                           | [ 15 ]               |
| Bill Gwatney               |         | Democrata             | 2008            | Presidente do Partido Democrata do Arkansas                                     | Arkansas                          | Little Rock, Arkansas (em seu escritório na sede do partido)               | tiros                                     | Tim Johnson                                                  | Desconhecido; múltiplas teorias propostas. | [ 16 ]               |
| Carter Harrison, Sr.       |         | Democrata             | 1893            | Prefeito de Chicago                                                             | Illinois                          | Chicago, Illinois (em casa)                                                | tiro                                      | Patrick Eugene Prendergast                                   | O agressor foi rejeitado para nomeação para um cargo de patrocínio como advogado corporativo.                                                                                    | [ 17 ]               |
| Thomas Haughey             |         | Republicano           | 1869            | Deputado federal                                                                | Alabama                           | Courtland, Alabama (em um comício político)                                | tiro                                      | Collins (nome desconhecido)                                  | O agressor apoiava o rival do alvo na indicação republicana para a disputa pelo Congresso; os dois homens trocaram insultos verbais e brigaram antes que uma arma fosse brandida | [ 18 ]               |
| Thomas C. Hindman          |         | Democrata             | 1868            | Ex-deputado federal                                                             | Arkansas                          | Helena, Arkansas (em casa)                                                 | tiros pela janela                         | Agressores desconhecidos                                     | Desconhecido; múltiplas teorias propostas. | [ 19 ]               |
| James M. Hinds             |         | Republicano           | 1868            | Deputado federal                                                                | Arkansas                          | Condado de Monroe, Arkansas (a cavalo)                                     | tiro                                      | George Clark                                                 | Morto por um membro da Ku Klux Klan como intimidação de carpetbaggers republicanos                                                                                               | [ 20 ]               |
| Edward D. Holbrook         |         | Democrata             | 1870            | Ex-delegado para a Câmara dos Representantes dos EUA                            | Território de Idaho               | Idaho City, Idaho (fora do Tribunal do Condado)                            | tiro                                      | Charles Douglas                                              | Morto pelo cunhado de James Crutcher, como resultado de uma disputa entre Holbrook e Crutcher pelo controle do Partido Democrata do Condado de Boise                             | [ 21 ]               |
| Elisha G. Johnson          |         | Republicano           | 1875            | Senador estadual                                                                | Flórida                           | Perto de Lake City ou Fernandina, Flórida                                  | tiro                                      | Desconhecido                                                 | Quebra do empate 12-12 no Senado da Flórida. |                      |
| Hale Johnson               |         | Proibição             | 1902            | Prefeito de Newton, Illinois, candidato presidencial                            | Illinois                          | Bogota, Illinois                                                           | tiro                                      | Harry Harris                                                 | Morto enquanto tentava cobrar uma dívida de Harris com ele | [ 22 ]               |
| Leon Jordan                |         | Democrata             | 1970            | Deputado estadual                                                               | Missouri                          | Kansas City, Missouri (fora de um restaurante)                             | tiros                                     | Desconhecido                                                 | Desconhecido, alegado ter sido um assassinato por encomenda do crime organizado                                                                                                  | [ 23 ]               |
| John F. Kennedy            |         | Democrata             | 1963 (detalhes) | Presidente dos Estados Unidos                                                   |                                   | Dallas, Texas (em carreata)                                                | tiros de atirador                         | Lee Harvey Oswald                                            | Disputado | [ 24 ]               |
| Robert F. Kennedy          |         | Democrata             | 1968 (detalhes) | Senador dos EUA e um dos principais candidatos presidenciais democratas em 1968 | Nova Iorque                       | Los Angeles, Califórnia (no Ambassador Hotel)                              | tiro                                      | Sirhan Sirhan                                                | Alvejado como apoiador de Israel no Conflito árabe-israelense. | [ 25 ]               |
| Ed King                    |         |                       | 1986            | Prefeito de Mount Pleasant                                                      | Iowa                              | Mount Pleasant, Iowa                                                       | tiro                                      | Ralph Davis                                                  | Chateado com o esgoto em sua propriedade. | [ 26 ]               |
| George LeBreton            |         |                       | 1844 (detalhes) | Secretário de Estado                                                            | Oregon                            | Oregon City, Oregon (em seu escritório)                                    | tiros                                     | Cockstock                                                    | Morto por um nativo como parte da resistência dos nativos americanos ao assentamento branco na área                                                                              | [ 27 ]               |
| Abraham Lincoln            |         | Republicano           | 1865 (detalhes) | Presidente dos Estados Unidos                                                   |                                   | Washington, DC. (Teatro Ford)                                              | tiro                                      | John Wilkes Booth, um renomado ator de teatro                | O agressor era um simpatizante dos confederados que acreditava que a guerra ainda estava em andamento                                                                            | [ 28 ]               |
| Russell G. Lloyd, Sr.      |         | Republicano           | 1980            | Ex-prefeito de Evansville                                                       | Indiana                           | Evansville, Indiana                                                        | tiro                                      | Julia van Orden                                              | A agressora tinha problemas mentais e acreditava estar sendo assediada pela cidade; ela acreditava que Lloyd era o prefeito em exercício                                         | [ 29 ]               |
| Huey Long                  |         | Democrata             | 1935 (detalhes) | Senador dos EUA e potencial candidato presidencial em 1936                      | Louisiana                         | Baton Rouge, Luisiana (dentro do Capitólio do Estado)                      | tiros                                     | Carl Weiss                                                   | Incerto, mas Weiss era afiliado a uma família política que se opunha à máquina de Long                                                                                           | [ 30 ]               |
| Allard K. Lowenstein       |         | Democrata             | 1980            | Deputado federal                                                                | Nova Iorque                       | Cidade de Nova Iorque (em seu escritório)                                  | tiros                                     | Dennis Sweeney                                               | O agressor tinha um histórico de doença mental e acreditava que Lowenstein estava conspirando contra ele desde que se conheceram na Universidade Stanford                        | [ 31 ]               |
| Edwin Stanton McCook       |         | Republicano           | 1873            | Governador                                                                      | Território de Dakota              | Yankton, Território de Dakota (em um salão usado para uma reunião pública) | tiro                                      | Peter Wintermute                                             | O agressor perdeu uma briga com McCook sobre o financiamento da Dakota Southern Railroad; ele voltou com uma pistola, publicamente humilhado por sua perda                       | [ 32 ]               |
| William McKinley           |         | Republicano           | 1901 (detalhes) | Presidente dos Estados Unidos                                                   |                                   | Buffalo, Nova Iorque (na Exposição Panamericana)                           | tiro                                      | Leon Czolgosz                                                | O agressor estava alinhado com o movimento anarquista e matou o presidente como símbolo da desigualdade americana                                                                | [ 33 ]               |
| Mike McLelland             |         | Republicano           | 2013            | Procurador Distrital do Condado de Kaufman                                      | Texas                             | Forney, Texas (em casa)                                                    | tiro                                      | Eric Williams                                                | Morto pelo ex-juiz de paz que foi condenado por roubo durante o mandato | [ 34 ]               |
| Harvey Milk                |         | Democrata             | 1978 (detalhes) | Conselheiro de São Francisco                                                    | Califórnia                        | São Francisco, Califórnia (em seu escritório na prefeitura)                | tiros                                     | Dan White, supervisor da cidade de São Francisco que saiu    | O agressor renunciou recentemente ao cargo devido a reveses financeiros; ele mudou de ideia e buscou uma renomeação; Moscone negou este pedido a conselho de Milk                | [ 35 ]               |
| George Moscone             |         | Democrata             | 1978 (detalhes) | Prefeito de São Francisco                                                       | Califórnia                        | São Francisco, Califórnia (em seu escritório na prefeitura)                | tiros                                     | Dan White, supervisor da cidade de São Francisco que saiu    | O agressor renunciou recentemente ao cargo devido a reveses financeiros; ele mudou de ideia e buscou uma renomeação; Moscone negou este pedido a conselho de Milk                | [ 35 ]               |
| Albert Patterson           |         | Democrata             | 1954            | Procurador-Geral eleito                                                         | Alabama                           | Phenix City, Alabama (caminhando até seu veículo)                          | tiros                                     | Desconhecido                                                 | O alvo foi eleita com a promessa de reprimir o crime organizado no estado, que tinha raízes na cidade de Phenix                                                                  | [ 36 ]               |
| John Patterson (diplomata) |         |                       | 1974            | Vice-cônsul dos Estados Unidos                                                  | México                            | Hermosillo, México                                                         | golpes na cabeça                          | Bobby Joe Keesee                                             | Resgate de $ 500.000 | [ 37 ] [ 38 ]        |
| Clementa C. Pinckney       |         | Democrata             | 2015 (detalhes) | Senador estadual                                                                | Carolina do Sul                   | Igreja Episcopal Metodista Africana Emanuel, Charleston, Carolina do Sul   | tiro                                      | Dylann Roof                                                  | Supremacia branca | [ 39 ] [ 40 ] [ 41 ] |
| John M. Pinckney           |         | Democrata             | 1905            | Deputado federal                                                                | Texas                             | Hempstead, Texas                                                           | tiros                                     | Desconhecido                                                 | Morto durante motim instigado por opositores à proibição do álcool | [ 42 ]               |
| David Ramsay               |         |                       | 1815            | Senador estadual e ex-deputado continental                                      | Carolina do Sul                   | Charleston, Carolina do Sul                                                | tiros                                     | William Linnen                                               | O agressor retaliou depois que o alvo o considerou louco durante a investigação do tribunal criminal                                                                             | [ 43 ]               |
| George Lincoln Rockwell    |         | Nazi Americano        | 1967            | Candidato a governador                                                          | Virgínia                          | Arlington, Virgínia                                                        | tiros                                     | John Patler                                                  | O agressor ficou irritado com a expulsão de Rockwell do Partido Nazista Americano                                                                                                | [ 44 ]               |
| John Roll                  |         | Republicano           | 2011 (detalhes) | Juiz, Tribunal Distrital dos EUA, Distrito do Arizona                           | Arizona                           | Casas Adobes, Arizona                                                      | tiros                                     | Jared Lee Loughner                                           | Pego no fogo cruzado enquanto um agressor com problemas mentais tinha como alvo a congressista Gabby Giffords                                                                    | [ 45 ]               |
| Tomás Romero (mexicano)    |         |                       | 1848            | Prefeito de Pueblo de Taos                                                      | Governo provisório do Novo México | Taos, Novo México (enquanto estava preso)                                  | tiros                                     | John Fitzgerald                                              | Morto após captura por incitação à Revolta Taos; agressor retaliando pela morte de seu irmão nesta revolta                                                                       | [ 46 ]               |
| Leo Ryan                   |         | Democrata             | 1978 (detalhes) | Deputado dos EUA                                                                | Califórnia                        | Port Kaituma, Guiana (na pista do aeroporto)                               | tiros                                     | Membros desconhecidos do Templo do Povo                      | Emboscado enquanto investigava alegações de abusos de direitos humanos no complexo de Jonestown                                                                                  | [ 47 ]               |
| John P. Slough             |         | Democrata             | 1867            | Chefe de Justiça da Suprema Corte do Novo México                                | Território do Novo México         | Santa Fé, Novo México (em seu escritório)                                  | tiro                                      | William Ryerson (um legislador territorial em exercício)     | Morto após uma disputa pública em que cada um acusou o outro de corrupção | [ 48 ]               |
| Solomon P. Sharp           |         | Democrata-Republicano | 1825 (detalhes) | Procurador-Geral, Senador estadual eleito                                       | Kentucky                          | Frankfort, Kentucky                                                        | esfaqueado (em casa)                      | Jereboam O. Beauchamp                                        | Morto por causa de uma disputa de longa data baseada em diferenças políticas e por Sharp ter um filho com a mulher com quem Beauchamp se casou mais tarde                        | [ 49 ]               |
| Joseph Smith               |         | Reforma               | 1844 (detalhes) | Prefeito de Nauvoo, candidato presidencial                                      | Illinois                          | Carthage, Illinois (enquanto estava na prisão)                             | tiros                                     | The Carthage Greys                                           | Fundador da Igreja de Jesus Cristo dos Santos dos Últimos Dias (os Mórmons) alvo de uma multidão anti-mórmon por seu crescente poder político                                    | [ 50 ] [ 51 ]        |
| J. Christopher Stevens     |         | Democrata             | 2012 (detalhes) | Embaixador na Líbia                                                             |                                   | Bengasi, Líbia                                                             | incêndio culposo                          | membros da Ansar al-Sharia e da Al-Qaeda no Magrebe Islâmico | Desconhecido | [ 52 ] [ 53 ]        |
| John W. Stephens           |         | Republicano           | 1870            | Senador estadual                                                                | Carolina do Norte                 | Yanceyville, Carolina do Norte (no Tribunal do Condado)                    | tiros                                     | Desconhecido, assediado por cerca de 8 a 12 homens           | Morto por membro da Ku Klux Klan como parte da intimidação dos republicanos | [ 54 ]               |
| Frank Steunenberg          |         | Democrata             | 1905            | Ex-governador                                                                   | Idaho                             | Caldwell, Idaho (fora de sua casa)                                         | bomba (colocada em seu portão da frente)  | Harry Orchard; possivelmente outros                          | Morto por um informante da associação de proprietários de minas na tentativa de culpar a Federação Ocidental de Mineiros                                                         | [ 55 ]               |
| James Strang               |         | Democrata             | 1856            | Deputado estadual                                                               | Michigan                          | Ilha Beaver, Michigan (em um terminal de navios a vapor)                   | tiro                                      | Thomas Bedford                                               | Morto por um ex-membro descontente de uma seita mórmon liderada por Strang | [ 56 ]               |
| Mike Swoboda               |         |                       | 2008 (detalhes) | Prefeito de Kirkwood                                                            | Missouri                          | Kirkwood, Missouri (durante uma reunião do conselho municipal)             | tiro (morreu sete meses depois)           | Charles Lee "Cookie" Thornton                                | Agressor retaliou multas cobradas pelo município por violações do código | [ 58 ]               |
| W. H. H. Tison             |         | Democrata             | 1882            | Presidente da Câmara dos Representantes do Mississippi                          | Mississippi                       | Baldwyn, Mississippi (enquanto caminhava)                                  | tiros                                     | J. Edward Sanders                                            | Morto em retaliação por uma suposta agressão de seu irmão S. H. Tison | [ 59 ]               |
| Robert Smith Vance         |         | Democrata             | 1989            | Juiz, Tribunal de Apelações dos EUA, Quinto Circuito                            |                                   | Mountain Brook, Alabama (em casa)                                          | bomba por correio                         | Walter Moody                                                 | Morto depois que o tribunal se recusou a eliminar uma condenação anterior por posse de explosivos do registro do agressor                                                        | [ 60 ]               |
| Samuel Newitt Wood         |         | Republicano           | 1891            | Senador estadual e legislador territorial                                       | Kansas                            | Hugoton, Kansas (fora do Tribunal do Condado)                              | tiros                                     | James Brennan                                                | Morto durante o conflito armado entre as duas maiores cidades do condado de Stevens, que lutavam pela sede do condado                                                            | [ 61 ]               |
| John H. Wood, Jr.          |         |                       | 1979            | Juiz, Tribunal Distrital dos EUA, Distrito Ocidental do Texas                   |                                   | San Antonio, Texas (fora de sua casa)                                      | tiro                                      | Charles Harrelson                                            | Assassinato por encomenda ordenado por Jamiel Chagra devido às duras condenações do alvo contra chefões do tráfico latino-americanos                                             | [ 62 ]               |
| Major Ridge                |         | Nação Cherokee        | 1839            | Líder da Nação Cherokee                                                         |                                   | White Rock Creek                                                           | tiros                                     | Bird Doublehead                                              | Morto em retaliação pela suposta responsabilidade na morte de 4.000 cherokees na Trilha das Lágrimas                                                                             |                      |
| Larry Kuriyama             |         |                       | 1970            | Senador estadual                                                                | Havaí                             | Honolulu                                                                   | tiro                                      | Desconhecido                                                 | Crime organizado | [ 63 ]               |